# Svojšín
Svojšín település Csehországban, Tachovi járásban. Svojšín Benešovice, Černošín, Stříbro és Ošelín településekkel határos. Lakosainak száma 452 fő (2024. január 1.).

## Népesség
A település lakosságának változását az alábbi diagram mutatja:
| Lakosok száma | 971  | 824  | 817  | 434  | 457  | 441  | 439  | 438  | 446  | 452  |
|               | 1869 | 1890 | 1921 | 1950 | 1980 | 2001 | 2017 | 2019 | 2022 | 2024 |